# 엠마 다시
엠마 다시(Emma D'Arcy, 1992년 6월 27일 ~ )는 잉글랜드의 배우이다.

## 출연 작품

### 영화
- 미스비헤이비어 (2020) - 헤이즐 역
- 마더링 선데이 (2021) - 엠마 홉데이 역

### 텔레비전
- 원더러스트 (2018) - 나오미 리처드 역
- 와일드 빌 (2019) - 알마 역
- 한나 (2020) - 소니아 리치터 역
- 트루스 시커스 (2020) - 아스트리드 역
- 하우스 오브 드래곤 (2022) - 라에니라 타르가르옌 역